# Diane Obomsawin

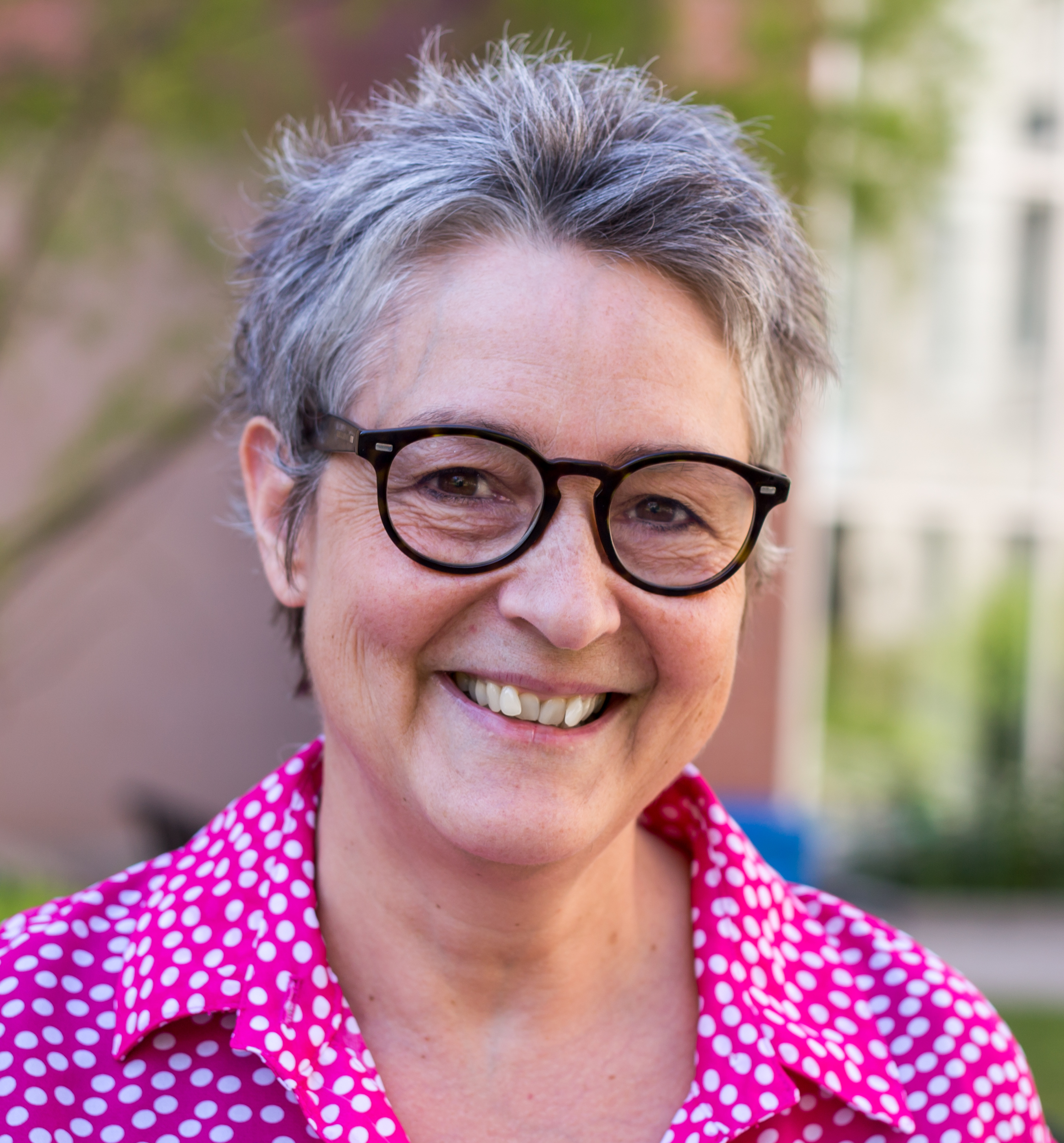
Diane Obomsawin 2018

Diane Obomsawin (* 1959 in Montreal, Québec), auch bekannt unter ihrem Pseudonym Obom, ist eine frankokanadische Animatorin, Autorin, Comic-Künstlerin und Illustratorin. Sie zählt zu den ersten Zeichnern von Underground Comix in Québec der 1980er und 1990er Jahre. Eines ihrer bekannteren Werke ist der in Teilen autobiografische Comic J’aime les filles aus dem Jahr 2014, der auf Deutsch 2020 als Ich begehre Frauen herauskam. Obomsawin adaptierte 2016 ihr Werk erfolgreich als kurzen Animationsfilm. Ihren einfachen Zeichenstil setzt sie mit einer klaren Linienführung um.

## Leben und Werk
Diane Obomsawin wurde 1959 in Montreal geboren, sie ist abenakischer Abstammung. Sie verbrachte zwanzig Jahre in Frankreich, wo sie Grafikdesign studierte und zunächst eine Karriere in diesem Bereich anstrebte. 1983 kehrte sie nach Québec zurück und wandte sich der Illustration, Comics und Malerei zu und lernte als Gasthörerin Animation an der Concordia University.
Sie zählt zu den frühen Vertretern von Underground Comix in Québec der 80er und 90er Jahre. In den frühen 1990er Jahren veröffentlichte sie unter anderem Les aventures de Rosebif und À chier unter den Pseudonym „Ringo la balafre“ im Fanzine Iceberg. Bei La Paryse kam 1995 Greta et Poutine heraus, 1997 folgte Plus tard bei L’Oie de Cravan.
Kaspar wurde 2007 bei L’Oie de Cravan publiziert. Die Übersetzung von Drawn and Quarterly aus dem Jahr 2009 ist Obomsawins erster Comic auf Englisch. Sie erzählt darin die Geschichte des „rätselhaften Findlings“ Kaspar Hauser, der am 26. Mai 1828 in Nürnberg als etwa 16-jähriger, geistig anscheinend zurückgebliebener und wenig redender Jugendlicher auftauchte. Sie beschäftigt sie sich weniger mit der Mythologie rund um Kaspar Hauser, sondern macht ihn zur Hauptfigur und folgt den zaghaften Schritten seiner Selbstfindung aus dessen Perspektive. Wie für den Protagonisten ist auch für die Leser die Welt zunächst unbegreiflich und erschließt sich erst Stück für Stück. Dabei greift sie auf Texte von Hauser und Zeitgenossen, aber auch Experten zurück.
2014 erschien J’aime les filles bei L’Oie de Cravan. Die englische Ausgabe brachte Drawn and Quarterly im gleichen Jahr als On Loving Women heraus, die deutsche Übersetzung veröffentlichte Edition Moderne 2020 unter dem Titel Ich begehre Frauen. Das humorvolle Werk sammelt zehn biografisch beeinflusste Comicstrips, die prägende Erlebnisse bezüglich der lesbischen Sexualität unterschiedlicher Frauen zeigen. Die Episoden basieren auf der eigenen und Biografien aus dem Freundeskreis der Künstlerin; die jüngste Bekannte war zum Zeitpunkt der Interviews mit Obomsawin 30 und die älteste 70 Jahre alt. Die Geschichten zeigen sowohl positive als auch negative Momente, in denen die Protagonistinnen (un-)bewusst spüren, dass sie sich zu Frauen hingezogen fühlen. Jede Episode trägt als Titel den Namen der jeweiligen Erzählerin. Die Kussszene in Mädchen in Uniform zwischen einer Schülerin und Lehrerin des Internats wühlte Obomsawin als Kind so sehr auf – sie war gleichzeitig geschockt und angezogen – dass sie den Fernseher ausschaltete. Marie empfand eine zufällige Berührung am Arm als elektrisierend. October muss die Hand ihrer Freundin versteckt unter der Jacke halten, da Homosexualität zu dieser Zeit noch verboten war (gleichgeschlechtliche Beziehungen wurden in Kanada 1969 entkriminalisiert). Sashas erster Kuss mit der damaligen besten Freundin wird zum Albtraum; ihre Freundin lehnt den Kuss nicht nur ab, sondern wirft ihr in der unmittelbaren Reaktion versuchte Vergewaltigung vor.
1992 realisierte sie mit L’abominable microbe ihren ersten Animationsfilm. In dem autobiografischen Werk Ici par ici (auf Englisch Here and There), das 2006 erschien, befasst sich Obomsawin mit ihrer entwurzelten Kindheit zwischen Montreal und Frankreich. Ihre Comics Kaspar und Ich begehere Frauen adaptierte sie als kurze Animationen in den Jahren 2012 beziehungsweise 2016. Letzterer wurde im französischen ebenfalls als J’aime les filles betitelt, auf Deutsch als Mädchen sind mir lieber. Für die Adaption berücksichtige Obomsawin vier Episoden ihres Comics: Charlotte, Diane, Marie und Mathilde. Für ihren autobiografischen Kurzfilm sowie ihre Comicadaptionen verfasste sie das Drehbuch, übernahm die Regie und war an den Animationen beteiligt. Bei Ici par ici führt sie darüber hinaus als Sprecherin durch das Werk.

## Stil
Sowohl bei ihren Comics, als auch ihren Animationsfilmen fällt Obomsawin durch einen minimalistischen Stil und eine klare Linienführung auf. Die Künstlerin selbst beschreibt ihren Zeichenstil als wenig ausgefeilt.

“I think the more I draw, the more I realize I don't know how to draw. I just put little points for eyes and a few lines for the mouth. It’s not very elaborate, my drawing. Not very realistic.”

„Ich denke je mehr ich zeichne, desto mehr realisiere ich, dass ich nicht zeichnen kann. Ich setze nur kleine Punkte für die Augen und ein paar Linien für den Mund. Es ist nicht sehr ausgefeilt. Nicht sehr realistisch.“

Die Figuren im Comic Kaspar erinnern an Strichmännchen, in Ich begehre Frauen zeichnet sie die Protagonistinnen als einfache Tierfiguren. Die Darstellung der Charaktere als Tiere ist aber nicht nur dem Zeichenstil geschuldet, sondern soll ebenfalls den Inhalt der Geschichten auflockern.
Eine weitere Gemeinsamkeit ihrer Comics stellt die klare Struktur dar. Bei Kaspar rückt sie in fast jedem Bild die Figur des Kaspar Hauser in den Mittelpunkt des Panels, wodurch der Eindruck eines Daumenkinos entstehen kann. Ich begehre Frauen zeigt in einheitlicher Anordnung fünf bis sechs Panels pro Seite, die Darstellung wird nur selten durchbrochen. Zunächst experimentierte Obomsawin ebenfalls mit aufwendigeren Formen, entschied sich im Laufe der Arbeit aber für eine möglichst einfache Seitengestaltung.
Beide Comics sind ausschließlich in Grautönen gehalten. Durch die reduzierte Farbpalette fehlt es den Illustrationen etwas an Lebendigkeit, die Obomsawin ihren Animationsfilmen mit Hilfe einer zarten Kolorierung verleiht. Die Kurzfilme zu den zwei genannten Werken sind in Farbe umgesetzt, wobei Kaspar im Vergleich düsterer ausfällt.

## Veröffentlichungen (Auswahl)

### Animation
- Understanding the Law: The Coat. National Film Board of Canada, 1999, 3 Minuten.
- Understanding the Law: The Worm. National Film Board of Canada, 1999, 3 Minuten.
- Elbow Room. National Film Board of Canada, 2002, 8 Minuten.
- Ici par ici. National Film Board of Canada, 2006, 9 Minuten.
- Kaspar. National Film Board of Canada, 2012, 9 Minuten.
- J’aime les filles (auf Deutsch Mädchen sind mir lieber). National Film Board of Canada, 2016, 8 Minuten.

### Comics
- Plus tard. L’Oie de Cravan, 1997, L’Oie de Cravan, ISBN 978-2-922399-40-0.
- Kaspar. L’Oie de Cravan, 2007, ISBN 978-1-897299-67-8.
- Pink Mimi drink. L’Oie de Cravan, 2010, ISBN 978-2-922399-61-5.
- J’aime les filles. L’Oie de Cravan, 2014, ISBN 978-2-922399-88-2.
  - Ich begehre Frauen. Edition Moderne, 2020, ISBN 978-3-03731-203-2.

## Ausstellungen
Obomsawins erste Einzelausstellung The Worlds wurde in der Galerie Expression – Centre d’exposition de Saint-Hyacinthe vom 25. Mai bis zum 4. August 2019 gezeigt. Unter dem Leitmotiv „Metamorphosen“ waren aktuelle Animationen, Bilder, Comics sowie Installationen zu sehen. Die Ausstellung wurde vom Veranstalter als Reise durch die Geschichten und Fantasie der Künstlerin beworben („a journey through stories that form a narrative path into Obomsawin’s imagination“).
Im Mai 2021 startete die vom Comic-Salon Erlangen ausgerichtete Wanderausstellung „Vorbilder*innen – Feminismus in Comic und Illustration“. Die Ausstellung präsentierte 29 Comic-Künstlerinnen in acht Themenbereichen, darunter befand sich Diane Obomsawin mit ihrem Werk Ich begehre Frauen im Bereich „Body & Sex Positive“. Bis Juni 2022 war die Ausstellung an vier Orten zu sehen, zuletzt beim 20. Comic-Salon in Erlangen.

## Auszeichnungen
Das Video Understanding the Law: The Worm wurde im Jahr 2000 beim Ottawa International Animation Festival als „Best Educational Production“ gewürdigt.
Ihr Animationsfilm Mädchen sind mir lieber war auf mehr als 40 internationalen Filmfestspielen zu sehen. 2016 wurde der Kurzfilm beim Ottawa International Animation Festival als „Grand-Prize-Gewinner“ für den besten Kurzfilm geehrt, im folgenden Jahr zählte er zu den Preisträgern des Cinémental in Winnipeg.
Ebenfalls 2017 erhielt Obomsawin beim Festival de cinéma Alternativa à Barcelone den Publikumspreis.

## Kritiken
Der Zeichenstil von Kaspar wirkt auf Claude Lalumière bei Montreal Review of Books auf den ersten Blick etwas befremdlich. Die nur vordergründig naive Erzählweise erweise sich als ideal für Kaspar Hausers mentale Verfassung. Trotz des trockenen Humors mache Obomsawin ihre Hauptfigur nie lächerlich. Als Schwäche hebt der Rezensist die Teile der Handlung hervor, in denen der Protagonist nicht auftrete („simple faux-naïf storytelling technique used by Obomsawin is a perfect match for Kaspar’s odd primal mentality […] Inserting such scenes, from which Kaspar is absent, […] breaks the tale’s focus“).
Während Obomsawin die frühen Jahre von Kaspar Hauser nacherzähle, entwickele sich der Comic nach und nach zu einem Sinnbild eines verlassenen Jedermanns sowie einer Metapher des romantischen Künstlers und Außenseiters. Weiterhin hält Stuart Woods bei Quill & Quire fest, dass sich der einfache Stil und die grauen Schattierungen perfekt für den Inhalt eigneten („a kind of forsaken everyman, a metaphor for the romantic artist and outsider […] the stick-like figures and muted greyscale palette are perfectly suited to Hauser’s naive befuddlement with the world“).
Laut Rilana Kubassa in Der Tagesspiegel erzählt Ich begehre Frauen in „tragikomische Comic-Episoden von Begehren, Verliebtsein und ersten sexuellen Erfahrungen lesbischer Frauen“. Der moderne Zeichenstil transportiere pointiert einen hintersinnigen Witz, „subtil allein durch die Art, wie die tierköpfigen Protagonistinnen sich bewegen oder wie sie ihre Ohren halten“. Der Humor wirke dabei nie herablassend, „sondern es bleibt warmherzig, ohne Trauriges auszublenden“.
Auch wenn der Comic mit traurigen und Momenten der Unsicherheit gefüllt sei, fasst Alex Dueben Ich begehre Frauen bei Comic Book Resources als leichtherziges und hoffnungsvolles Buch zusammen. Die Figuren als Tiere umzusetzen erweise sich als maßgeblich für den insgesamt humorvollen und positiven Ton, der sich zwischen sexy, albern und (bitter)süß bewege („filled with a number of sad and confused moments, but overall, it is a happy, light-hearted book full of […] hope […] sweet and sexy and goofy and bittersweet“).